# Das verbotene Paradies (1924)
Das verbotene Paradies ist ein US-amerikanischer Stummfilm aus dem Jahre 1924 von Ernst Lubitsch. In den Hauptrollen spielten Pola Negri und Rod La Rocque.

## Handlung
In einem fiktiven Balkanland (das allerdings bezüglich diverser Details eher an Russland erinnert): Zarin Katharina hat eine Reihe von Liebhabern, denen sie sich, in den Augen ihres Hofstaats, mehr widmet als den dringenden Regierungsgeschäften. Eine Meuterei bahnt sich an, mehrere Offiziere haben sich zusammengerottet, um ihre Monarchin zu stürzen. Zu ihnen gehört auch der schmucke Hauptmann Alexej Czerny, der jedoch beim Anblick der Zarin dahinschmilzt, die Seiten wechselt und seine Landesmutter vor der dräuenden Gefahr warnt. Zur „Belohnung“ darf auch er sich nun in die Schar ihrer Liebhaber einreihen. In seiner Naivität glaubte Alexej jedoch, er sei der einzige, der Gunst und Bett mit seiner Herrscherin teilen darf. Als er nunmehr das genaue Gegenteil feststellen muss, ist er der erste, der sich an die Spitze der Meuterer stellt.
Schließlich naht der Tag der Entscheidung. Die aufrührerischen Soldaten dringen unter Alexejs Führung in den Palast ein. Doch der treueste Vasall Katharinas, ihr erfahrener und mit allen menschlichen Schwächen vertrauter Kanzler, stellt sich dem soldatischen Mob mit dem Scheckbuch als seine schärfste Waffe entgegen. Eingedenk der Bereitschaft, sich korrumpieren und alle Ideale fahren zu lassen, bricht der Aufstand ebenso rasch in sich zusammen wie er begonnen hatte. Anführer Alexej wird verhaftet und wandert in den Kerker, sein Schicksal liegt nun ganz in den Händen Katharinas. Die Zarin kehrt rasch zu ihrem alten Lebensstil zurück und erlebt neues Liebesglück mit dem französischen Botschafter am Hof. Im Überschwang ihrer zum Franzosen entflammten Gefühle ordnet sie die Begnadigung des Hauptmanns an. Der darf nun die Hofdame ehelichen, in die er schon vor seinem Abenteuer mit seiner Zarin verliebt war.

## Produktionsnotizen
Das verbotene Paradies wurde am 16. November 1924 in New York City uraufgeführt. In Deutschland hatte der Film im Jahr darauf, vermutlich im November 1925, Premiere. Die Filmbauten entwarf der gebürtige Deutsche Hans Dreier. Der zur Drehzeit 23-jährige, spätere Hollywoodstar Clark Gable, der in einer Miniaturrolle zu sehen ist, absolvierte hier einen seiner ersten Leinwandauftritte.
Die Story von Das verbotene Paradies wurde 1944 von Otto Preminger unter dem Titel Skandal bei Hofe mehr oder weniger neu verfilmt. Lubitsch übernahm dort die Produktion.

## Kritiken
In der New York Times befasste sich Starkritiker Mordaunt Hall mit dem Lubitsch-Film. Dort hieß es am 17. November 1924: „Sich ganz auf seine fruchtbare Vorstellungskraft verlassend, gelang es Herrn Lubitsch, wie es seine Gepflogenheit ist, diesen Film mit entzückender Leichtigkeit zu inszenieren. Die Geschichte ist, wie zu vermuten, ein Leichtgewicht, aber sie ist stets interessant und häufig ziemlich amüsant. Fräulein Negri gibt eine charmante Königin, solang man glaubt, dass solche Herrscherinnen sich mit dem Nachziehen ihrer Augenbrauen, dem Berühren der Augenlidern und dem Akzentuieren ihrer Augenränder beschäftigen… (…) Adolphe Menjou gibt den Kanzler. Er ist ausgezeichnet von dem Moment an, als man ihn auf ihre voluminöse Haartracht stieren sieht bis zur allerletzten Szene. Sie werden sein kaltes Lächeln nicht vergessen, die Selbstsucht dieses Charakters und Menjous wunderbaren Ausdruck, wenn er überrascht tut. (…) Wenn es irgendeine Regieidee gibt, die uns mehr als irgendetwas sonst beeindruckt hat, dann ist es die, wo Herr Lubitsch die Idee hatte, den Helden und seine Liebste in einem künstlichen See widerspiegeln zu lassen. Man sieht die beiden sich in ihren Augen einander zulächeln, und als es zur Umarmung kommt, schwimmt ein sorgloser Fisch durch diese Spiegelung und verwischt dadurch den Effekt.“
Reclams Filmführer urteilte über den Film: „Ein typischer Lubitsch-Film, in dem das “große Spektakel” gleichsam auf menschliches Maß reduziert wird. Eine berühmte Szene, die in vielen Arbeiten über Lubitsch zitiert wird, ist die Besänftigung der in den Palast eingedrungenen Revolutionäre. Angesichts der Eindringlinge greift der Kanzler in die Tasche, zieht aber nicht, wie man vermutet, eine Waffe, sondern das Scheckbuch, mit dessen Hilfe er die Verschwörer kurzerhand kauft. Dahinter mag eine gehörige Portion Zynismus stecken – aber auch stillschweigendes Einverständnis mit den allzu menschlichen Schwächen.“
Halliwell‘s Film Guide charakterisierte den Film wie folgt: „Heute nur selten gesehen, wurde dieser Film zu seiner Zeit als eine funkelnde Satire wahrgenommen, mit cleveren Anspielungen und modernen Reverenzen wie Motorfahrzeugen und Kurzhaarfrisuren“.